# Ouragan Matthew
Pour les articles homonymes, voir Cyclone tropical Matthew.
L’ouragan Matthew est le quatorzième système tropical de la saison cyclonique 2016 dans l'océan Atlantique nord, le treizième à recevoir un nom, le cinquième ouragan et le second ouragan majeur (catégorie 3 ou plus).
Issu d'une onde tropicale sortant de la côte africaine le 22 septembre et qui a traversé l'Atlantique tropical avec peu d'intensification, Matthew est devenu rapidement une tempête tropicale en arrivant près des îles du Vent le 28 septembre et un ouragan placé en catégorie 5 en moins de 2 jours dans la mer des Caraïbes, le premier ouragan à atteindre ce niveau dans le bassin atlantique depuis Felix en 2007.
Matthew est passé entre Cuba et Hispaniola le 4 octobre à la catégorie 4, faisant entre 546 et 1 000 morts en Haïti et 4 en République Dominicaine. Ressortant sur les Bahamas à la catégorie 3, il traversa l'archipel en direction de la côte de la Floride tout en reprenant de l'intensité. Il longea ensuite la Floride, la Géorgie et les Carolines, forçant des évacuations massives et causant des dégâts évalués à plusieurs milliards de dollars.
Les restes de Matthew furent absorbés dans un système frontal qui s'est formé au large de la côte et est remonté vers les provinces de l'Atlantique du Canada. L'apport d'humidité tropicale aida à donner des quantités importantes de pluie sur cette région, particulièrement sur Terre-Neuve et l'île du Cap-Breton.
Le 27 mars 2017, le Comité sur les cyclones tropicaux de l'Organisation météorologique mondiale retira le nom Matthew des listes futures de nom d'ouragans à cause des dommages qu'il a causés et surtout aux pertes de vie. Sa position sera remplacée par Martin dans la liste de 2022,.

## Évolution météorologique

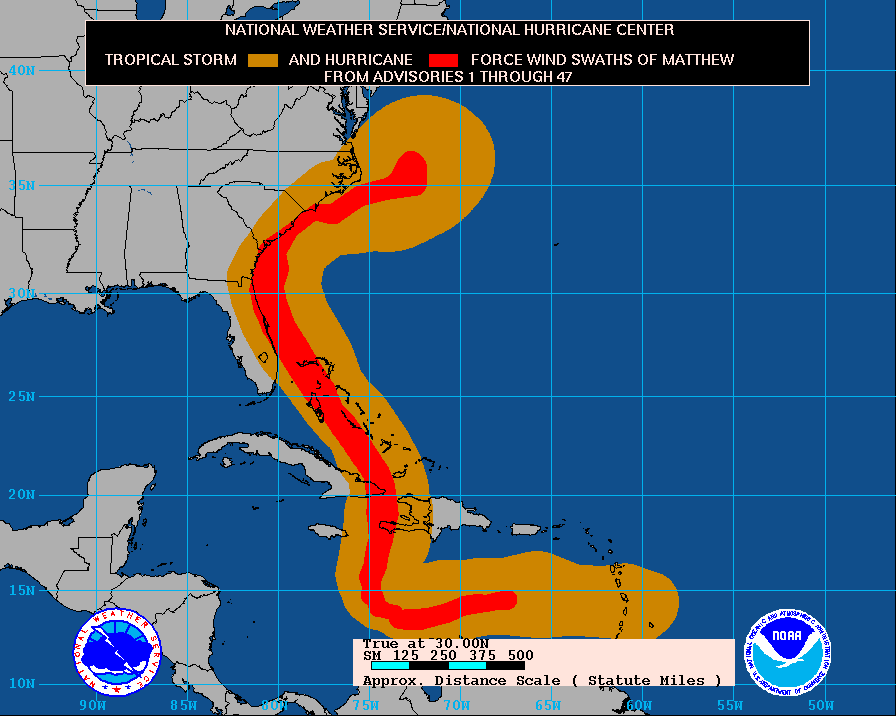
Trace des vents de force de tempête tropicale (orange) et d'ouragan (rouge).

Le 22 septembre, une onde tropicale est sortie de la côte ouest africaine. Le National Hurricane Center (NHC, en français : Centre National des Ouragans) ne lui donnait qu'une très faible possibilité de développement à court terme, à cause du fort cisaillement des vents, mais prévoyait des conditions favorables dès la semaine suivante. L'onde traversa donc l'Atlantique tropical en s'organisant très lentement mais une fois rendue au sud-est des îles du Vent, des avions de reconnaissance purent déterminer qu'une circulation fermée de surface s'y était formée. Le NHC reclassa donc le système comme la tempête tropicale Matthew le 28 septembre alors qu'il était à 55 km au sud-est de Sainte-Lucie. Dès lors des alertes cycloniques furent émises pour les Petites Antilles dont une vigilance orange pour la Martinique et la Guadeloupe.
Matthew entra ensuite dans le sud de la mer des Caraïbes. Un rapport d'un avion chasseur d'ouragans démontra qu'il était devenu un ouragan de catégorie 1 le 29 septembre à 14 h UTC à 300 km au nord-est de Curaçao. Poursuivant à 24 km/h vers l'ouest, le système continuait à s'approfondir pour devenir de catégorie 2 tôt le 30 septembre. L'ouragan est successivement passé à la catégorie 3 tard le matin, puis à la catégorie 4 en fin d'après-midi et à la catégorie 5 en soirée. Il était situé alors à 125 km à l'ouest de Punta Gallinas, Colombie, avec une pression centrale de 941 hPa et des vents de 260 km/h. Par la suite, l'ouragan a décéléré et ses vents ont légèrement fléchi le 1er octobre pour retomber à la catégorie 4 supérieure, bien que la pression dans l'œil demeurait autour de 940 hPa. En soirée, il faisait du surplace au large de la Colombie, la circulation autour de la crête subtropicale, qui le dirige, étant devenue nulle.
Le 2 octobre, Matthew s'est mis lentement à se diriger à vers le nord-ouest, puis le nord, à 7 km/h le long d'une trajectoire assez oscillante. À cause de la menace que faisait peser la tempête sur des régions populeuses, les missions de reconnaissance des avions chasseurs d'ouragans se succédèrent à intervalles rapprochés afin de mieux connaître sa structure. Le 3 octobre au soir, le centre de l'ouragan se retrouva à 190 km au sud de Tiburon (Haïti) mais ses bandes externes donnaient déjà de la pluie et l'onde de tempête affectait Haïti, Cuba et la Jamaïque,. La pression centrale était au plus bas à 934 hPa et sa vitesse était de 13 km/h.
Le 4 octobre, Matthew a finalement touché la côte sud-ouest d'Haïti vers 11 h UTC (7 h locale) à 15 km à l'ouest de Tiburon, près de la localité de Les Anglais. Il traversa ensuite le golfe de la Gonâve et se retrouva à 0 h UTC le 5 octobre (20 h locale le 4) sur la pointe est de Cuba. Ses vents et précipitations affectant une zone s'étendant entre Cuba et l'ouest de la République dominicaine toute la journée du 4 octobre.
Sortant de Cuba et entrant sur les Bahamas à la catégorie 3, Matthew tourna vers le nord-ouest. Il traversa l'archipel le 5 octobre et redevint un ouragan de catégorie 4 le 6 octobre à 14 h UTC à 100 km au sud-sud-est de Nassau. Le 7 octobre à 0 h UTC (20 h locale le 6 octobre), le centre de l'ouragan quitta les Bahamas pour se retrouver à 120 km à l'est de West Palm Beach (Floride), toujours à la catégorie 4. Longeant la côte de la Floride, il atteignit Daytona Beach vers 15 h UTC, ayant diminué à la catégorie 3. Le centre restait sur la mer mais les effets de l'ouragan se firent sentir jusqu'à plus de 300 km à l'intérieur des terres.
Le 8 octobre au matin, Matthew, redevenu de catégorie 1, se trouvait à 35 km au sud-sud-est de Charleston (Caroline du Sud) après avoir longé toute la côte nord de la Floride et celle de la Géorgie. À 15 h UTC (11 h locale), l'ouragan toucha terre au sud-est de McClellanville en Caroline du Sud (90 km au sud-sud-ouest de Myrtle Beach), produisant des vents soutenus de 120 km/h, puis longea la côte.
La friction avec la côte et les eaux plus fraîches firent graduellement se transformer l'ouragan qui devint une intense dépression post-tropicale tôt le 9 octobre au matin à 50 km au sud-est du cap Hatteras (Caroline du Nord). En s'éloignant vers l'est, les restes de Matthew continuèrent de donner une grosse mer à la côte car ses vents étaient toujours de 120 km/h. En fin de journée, le système fut absorbé par une zone frontale sortant de la côte pour former une dépression côtière qui donna de la pluie forte dans les provinces maritimes et Terre-Neuve au Canada.

## Préparatifs

### Îles du Vent

Animation satellite du précurseur de l'ouragan Matthew du 23 au 28 septembre.

Le 27 septembre, avant l'arrivée de Matthew sur les Petites Antilles, la compagnie LIAT annula ses vols en partance ou à destination des îles sous le Vent selon les mises en garde du National Hurricane Center. Les aéroports de d'Hewanorra et de George F. L. Charles de Sainte-Lucie furent fermés le lendemain.
Les écoles et commerces furent fermés à la Grenade, à Sainte-Lucie, à Saint-Vincent-et-les-Grenadines et à la Dominique à partir du 28 pour la durée de la tempête,,.

### Îles sous le Vent et Amérique du sud
À cause de la trajectoire inhabituellement au sud de Matthew, des alertes cycloniques furent émises pour Aruba, Bonaire, Curaçao et côte nord de la Colombie et du Venezuela dans le secteur de Riohacha,. Les résidents des îles ABC furent avisés de sécuriser leurs maisons et de faire des provisions ce qui causa de longues files aux supermarchés et aux stations service. Le gouvernement de Curaçao retarda les élections générales qui devaient avoir lieu jusqu'au 5 octobre. Celui d'Aruba ferma tous ses bureaux le 30 septembre et un tournoi, le Kingdom Tournament fut annulé,. Les écoles furent aussi fermées sur la péninsule de Guajira en Colombie.

### Grandes Antilles

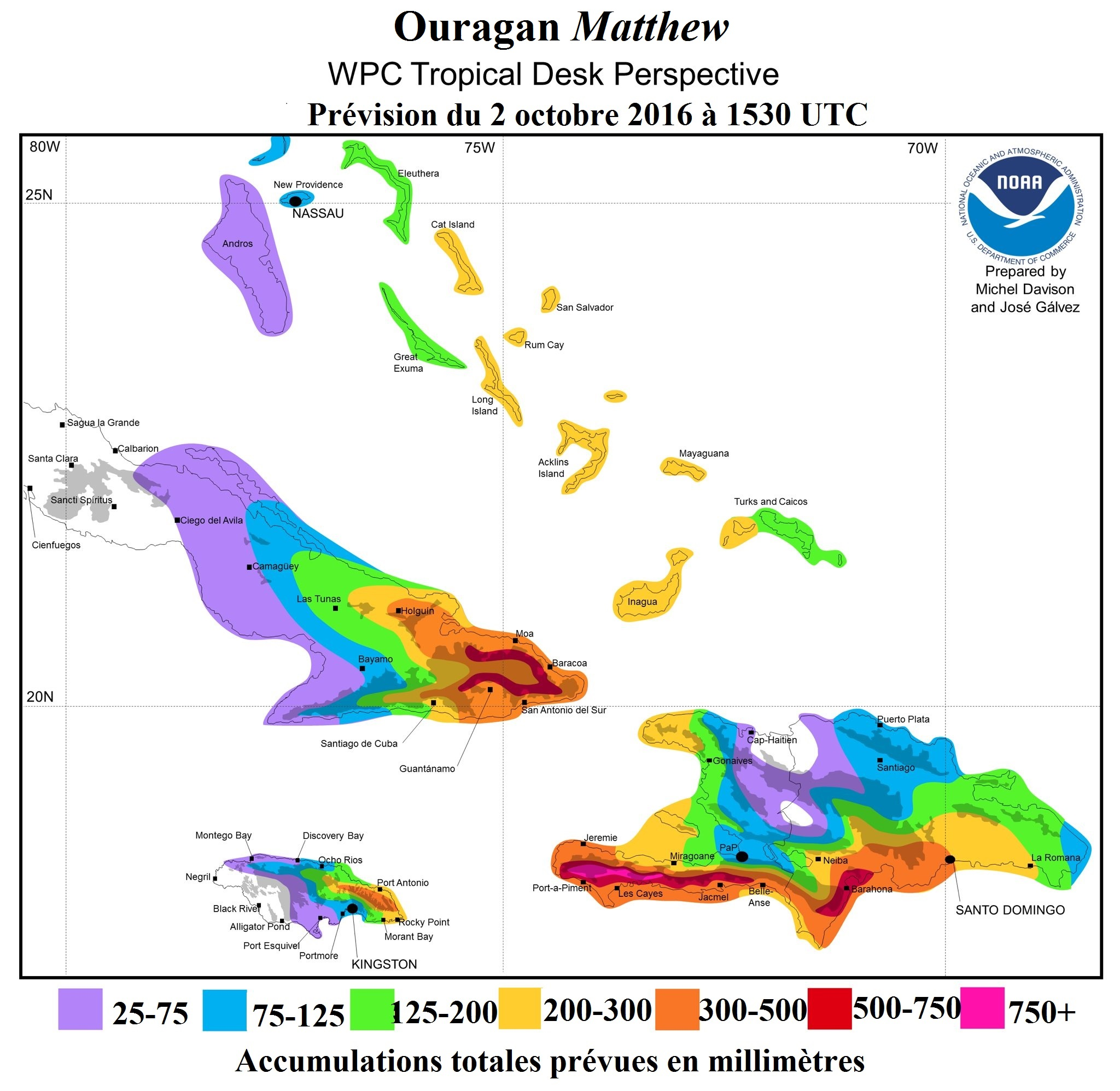
Accumulations de pluie prévues sur la Jamaïque, Cuba et Haïti par le NHC le 2 octobre.

Le 30 septembre, des veilles de tempête tropicale furent également émises pour Cuba et Haïti et le gouvernement jamaïcain mit le pays en état d'alerte élevé, selon le porte-parole du cabinet du premier ministre, Robert Morgan. Des équipes de secours, la police et l'armée furent mobilisées et des refuges furent ouverts dans toute l'île. Le ministre jamaïcain des collectivités locales, Desmond McKenzie, enjoignit aux habitants de prendre la menace au sérieux car une partie importante de la population ne crut pas initialement à l'arrivée d'un ouragan si puissant, échaudée par les alertes d'années précédentes pour des systèmes qui avaient surtout donné de la pluie. Malgré tout de longues files se sont formées devant les supermarchés, les magasins de bricolage et les stations-service selon un correspondant de l'agence France-Presse. Les bulletins furent rehaussés à des veilles d'ouragan puis à des alertes le 1er octobre.
Les veilles ou alertes furent allongées vers les Bermudes, l'ouest de la République dominicaine et les îles Turques-et-Caïques dès le lendemain.
En Haïti, la mission onusienne MINUSTAH déploya ses effectifs en renfort et une équipe d'évaluation de la catastrophe et de coordination des Nations unies arriva le 2 octobre. Les opérations d'évacuation sur l'ensemble du territoire, avec 1 300 abris provisoires permettant l'accueil de 340 000 personnes, se déroulèrent dans des conditions difficiles car la population fut réticente selon la directrice de la protection civile. À cause des risques d'inondations, 43 détenus de la prison de la ville de Miragoane furent déplacés dans celle de Fond-des-Nègres.
À Cuba, le président Raúl Castro alla à Santiago, dans la région la plus menacée, afin de superviser les préparatifs. À  la base navale de la baie de Guantánamo, les autorités militaires américaines évacuèrent le personnel non essentiel et leurs familles; dans la prison les 61 prisonniers soupçonnés de terrorisme furent gardés à l'abri dans les installations prévues pour résister à ce type de tempête.

### Côte Est des États-Unis

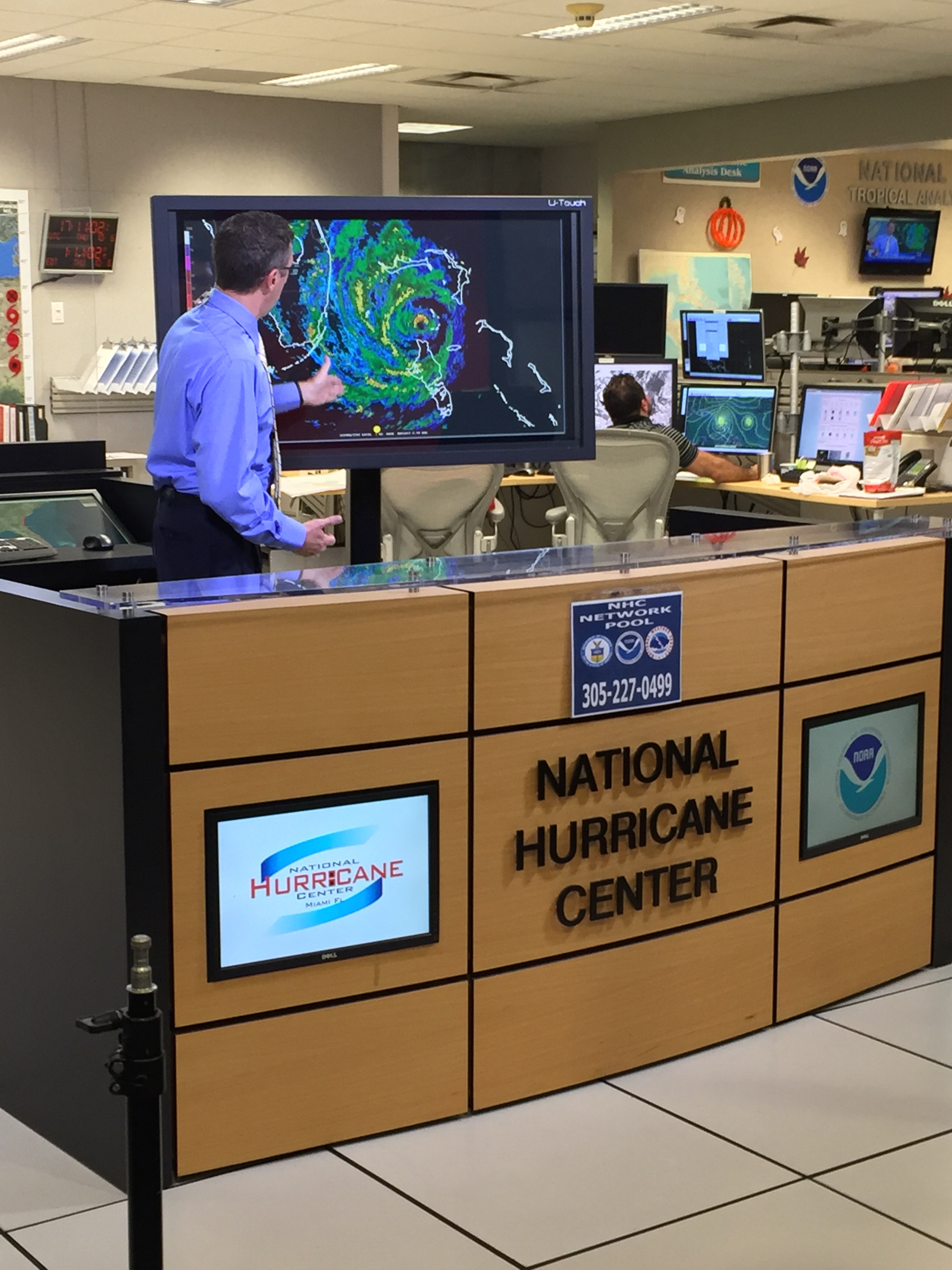
Le directeur du National Hurricane Center, Richard Knabb, donnant une de ses séances d'information régulières à propos de la trajectoire prévue et des impacts en découlant de l'ouragan Matthew aux États-Unis.

Le 3 octobre, les gouverneurs de la Floride et la Caroline du Nord déclarèrent l'état d'urgence,. Le lendemain, la gouverneure Nikki Haley de Caroline du Sud recommanda une évacuation pour les résidents vivant à moins de 160 km de la côte. Les deux directions de l'Interstate 26 en Caroline du Sud entre la côte et Columbia furent dirigées vers l'intérieur pour faciliter l'évacuation des basses terres côtières et de Charleston. L'évacuation de Cape Lookout National Seashore en Caroline du Nord commença le même ce jour. Le 4 octobre, le gouverneur Pat McCrory de Caroline du Nord ordonna que l'évacuation obligatoire de la côte et l'état d'urgence furent également déclarés pour 13 comtés dans l'est de la Géorgie.
Le 5 octobre, Port Canaveral fut fermé par la Garde côtière des États-Unis, la première fermeture depuis 2004, détournant 8 navires de croisière et quatre cargos devant visiter le port entre les 5 et 9 octobre. À Cap Canaveral, le site des installations des vols spatiaux civils et militaires, aucun engin spatial n'était en situation de vulnérabilité à l'approche de Matthew puisqu'aucun lancement n'était prévu avant le 4 novembre mais le Centre spatial Kennedy sécurisa ses installations dès le 5 octobre : les plus vieux bâtiments furent conçus pour résister à des vents de 170 à 200 km/h et ceux construits après 1992 pour des vents 210 km/h (selon les constatations des dégâts après le passage de l'ouragan Andrew de catégorie 5 en 1992). À la base de lancement de Cap Canaveral, la 45e escadre de la Force aérienne de États-Unis déconnecta l'électricité à des installations non essentielles dès le 4 octobre.
Le parc Disneyworld de Floride ferma ses portes les 6 et 7 octobre pour éviter tout accident, c'était seulement la septième fois de son histoire de 45 ans, et l'aéroport international d'Orlando aussi. Universal Orlando Resort et SeaWorld Orlando fermèrent également leurs portes.
Le match de football américain universitaire entre LSU et l'université de Floride, prévu pour le 8 octobre à Gainesville, fut annulé. L’ouragan aussi annulait les courses de NASCAR au Charlotte Motor Speedway les 7 et 8 octobre. La course Drive for the Cure 300 de la Xfinity Series, prévue originellement pour le 7 octobre, et la course Bank of America 500 de la Sprint Cup Series du 8 octobre, furent remises au 9 octobre.
Le 6 octobre, le gouverneur de Floride, Rick Scott, demanda à plus de 1,5 million de personnes d'évacuer leur domicile en Floride. Le président Barack Obama a déclenché le même jour un plan d'urgence fédéral en Floride, Géorgie et Caroline du Sud. Aussi le 6 octobre, le gouverneur de la Géorgie, Nathan Deal, ordonna une évacuation obligatoire pour tous secteurs de l'État à l'est de l'Interstate 95, et le département de la sécurité publique de la Géorgie renversa toutes les voies sur une partie de l'Interstate 16 pour permettre l'évacuation,.

## Impacts
| Pays                            | Décès       |
| ------------------------------- | ----------- |
| Haïti                           | 546 à 1 000 |
| États-Unis                      | 36          |
| République dominicaine          | 4           |
| Colombie                        | 1           |
| Saint-Vincent-et-les-Grenadines | 1           |
| Total                           | 588 à 1 042 |

### Petites Antilles et Colombie
À Saint-Vincent, un garçon d'une dizaine d'années est décédé après avoir été écrasé par un rocher en voulant dégager une gouttière.
En Martinique, 50 000 clients d'EDF furent privés d'électricité en raison des pluies et des vents violents. La vigilance fut mise au niveau rouge pendant quelques heures le 29 septembre au matin puis retournée au vert en milieu de journée. Dans un communiqué de la préfecture, il fut fait mention de trois blessés légers et de 200 interventions des pompiers. Dans la nuit précédente, Matthew alors tempête tropicale donna des rafales de 80 à 160 km/h sur les sommets de l'île côté Caraibes, et sur la côte Atlantique. Des vagues de 7 mètres furent recensées par Météo-France et des axes de circulation furent coupés en raison de la montée des eaux ou de chute d'arbres.
En Guadeloupe, des rafales entre 80 et 100 km/h furent signalées et des vidéos tournées dans plusieurs villes montrèrent que des chutes d'arbres et d'importantes chutes de pluie touchaient également l'île. En Dominique, les écoles furent fermées jusqu'au lundi 3 octobre et une bonne partie de la population fut sans électricité après le passage de Matthew. À l'aéroport George F. L. Charles de Sainte-Lucie, il est tombé 9,21 pouces (234 mm) de pluie et de nombreuses communautés se sont retrouvées sans eau et sans électricité car de nombreux poteaux électriques furent détruits,. Plus au sud, à l'aéroport international d'Hewanorra, il est tombé 13,19 pouces (335 mm) en 12 heures. À la Barbade, certaines routes furent bloquées à cause de la chute d'arbres, le pays connaissant des inondations et de fortes rafales. Les effets de Matthew sur les îles sous le Vent d'Aruba, Bonaire et Curaçao furent assez limités.
En Colombie, l'aride péninsule de Guajira subit ses premières fortes pluies en trois ans alors qu'il y est tombé 32,8 mm en 30 minutes à Uribia ce qui donna des inondations locales à Maicao et une personne s'est noyée dans les eaux gonflées de la rivière passant en ville. Le long des côtes de la péninsule, l'onde de tempête et les vagues endommagèrent plusieurs édifices et forcèrent l'évacuation de 380 personnes,. Environ 70 % de la ville de Tucurinca fut inondé par le débordement du río Magdalena et un pont s'est effondré dans la même région, isolant certaines communautés. Les conditions climatiques dans le nord-est du pays empêchèrent aussi un grand nombre de personnes d'aller voter au référendum à propos de l'accord de paix avec les FARC.

### Cuba
L'inondation des côtes dans la province de Granma débuta le 2 octobre, affectant trois villes au pied de la Sierra Maestra. L'ouragan frappa la pointe est du pays le soir du 4 octobre et toucha la côte près de Baracoa ce qui causa des dommages catastrophiques dans toute cette région par le vent et l'onde de tempête. Une tour de télécommunications à Majayara s'est effondrée et un pont sur la rivière Toa fut détruit, laissant de nombreuses communautés coupées du monde. Malgré la force de la tempête et les dommages, aucun décès ne fut rapporté, principalement à cause des évacuations ordonnées par le gouvernement antérieurement à l'arrivée de Matthew.

### Hispaniola

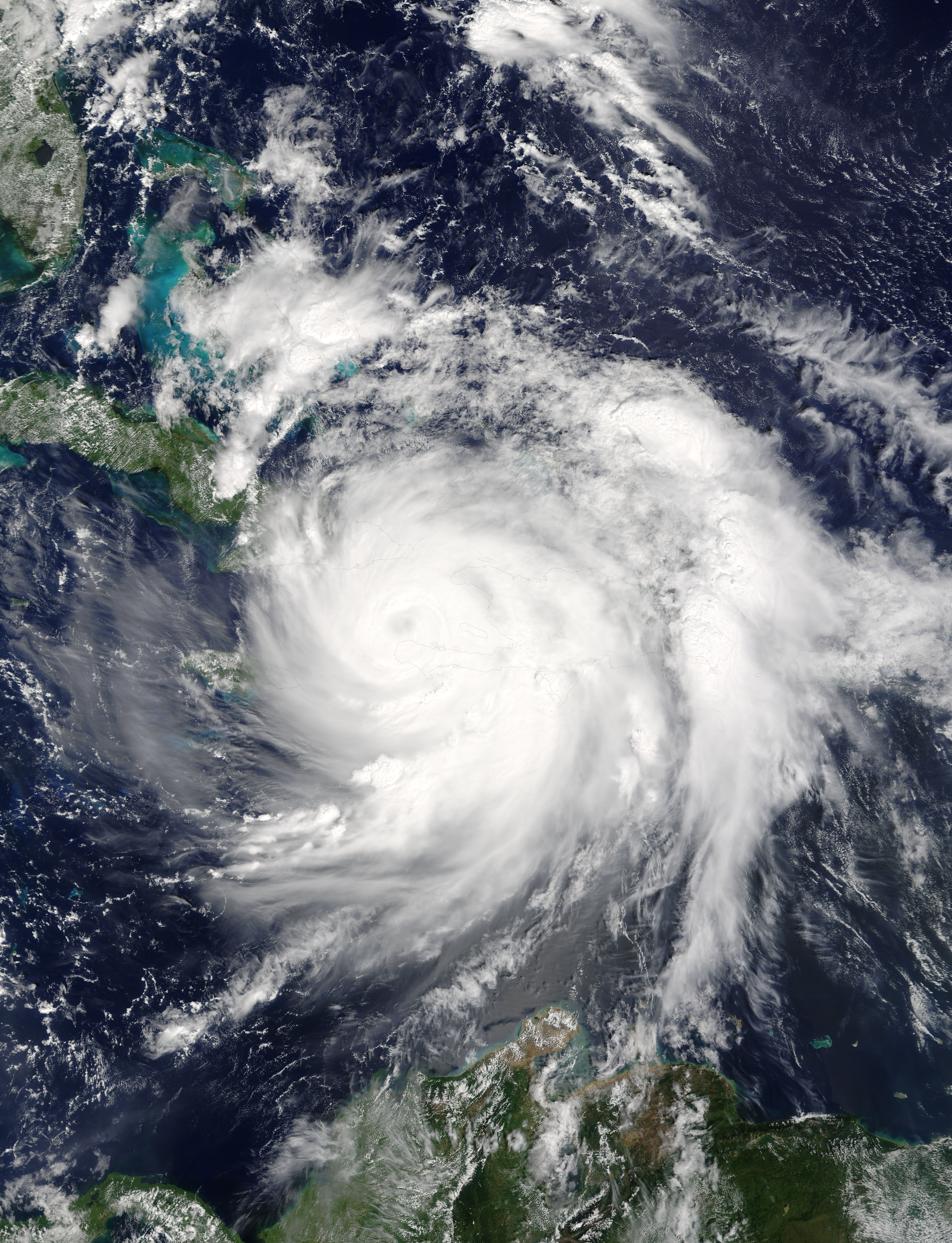
Photo satellitaire montrant Matthew sur Haïti.

Le 30 septembre, un homme est mort après le naufrage d'une pirogue dans la forte houle dans le sud d'Haïti, selon la direction de la protection civile haïtienne et une autre personne était portée disparue le 3 octobre après un autre naufrage de pirogue. Le 10 octobre 2016 au matin, le bilan provisoire fait état de quatre morts en République dominicaine et au moins 1 000 en Haïti selon plusieurs sources,. Le bureau d'aide humanitaire de l'ONU en Haïti parle plutôt d'un bilan de 546 morts, 438 blessés et 128 personnes manquantes au 13 octobre.

#### Haïti
Les responsables de la sécurité civile en Haïti déclarèrent que le département de Grand’Anse, où se trouve notamment la ville de Jérémie, fut particulièrement touché par Matthew qui détruisit les routes, rompit les liens de communication et rasa 80 % des bâtiments. Cependant, c'est toute la péninsule du sud-ouest qui fut coupée du reste du pays après l'effondrement d'un pont près de Les Cayes. Matthew y détruisit 80 % des habitations des maisons, écrasa des murs en ciment, fit tomber des arbres et arracha des toits, forçant des milliers d’Haïtiens à chercher refuge en lieu sûr.
Selon les autorités locales le 6 octobre, 11 000 personnes trouvèrent refuge dans des abris de fortune et le gouvernement haïtien estima qu’au moins 350 000 personnes avaient besoin d’aide après le désastre,. L'Unicef estima le 8 octobre que c'est 1,3 million d'Haïtiens, soit 10 % de la population du pays, qui furent touchés, dont un demi-million d'enfants. Selon l'organisation, près de 16 000 personnes se trouvaient toujours dans des refuges temporaires. Le bureau des Nations unies pour l'aide humanitaire (OCHA) estima que 750 000 personnes avaient besoin d'une assistance immédiate et que le Programme alimentaire mondial disposait de 25 tonnes déjà dans la ville de Jérémie, soit de quoi répondre aux besoins de 9000 personnes pendant une semaine. Plusieurs ONG craignirent de nouvelles propagations du choléra, introduite dans le pays après le séisme de 2010 par des Casques bleus de la Minustah, surtout en raison de la destruction de nombreux centres de santé.
Jusqu'à 80 % des récoltes furent détruites par l'ouragan, menaçant le pays de famine, a déclaré le chef du Programme des Nations unies pour le développement (PNUD). Il a en particulier touché les cultures vivrières de riz, de seigle et de haricots, mais aussi celles d'exportation que sont le cacao, le café et les arbres fruitiers.

#### République dominicaine
En République dominicaine, l'ouragan endommagea 3 000 maisons et 36 500 personnes furent déplacées.

### Jamaïque
Les bandes externes de pluie de l'ouragan Matthew, et son onde de tempête, provoquèrent des inondations sur la partie orientale de la Jamaïque.

### Bahamas, îles Turques-et-Caïques

Matthew passant sur les Bahamas.

Les aéroports furent fermés, les bateaux de croisière déroutés et les habitants sommés par les autorités de gagner les hauteurs des îles, par peur de la montée des eaux, avant le passage de Matthew. Subissant le passage de l'ouragan sur la plupart des îles, les autorités de l'archipel ne rapportèrent cependant aucune victime directe ne fut cependant signalée mais un vieil homme est mort d'une crise cardiaque après avoir été transporté par avion au départ de Andros à New Providence pendant la tempête.
Avec le souvenir de l'ouragan Joaquin de 2015 à l'esprit, la population craignit de subir des dégâts catastrophiques sur les îles du sud des Bahamas mais l'œil de Matthiew manqua la plupart de ces îles, y provoquant des dommages minimes. La force de l'ouragan se concentra sur les îles du nord, y compris New Providence qui fut frappé directement avec une force similaire au grand ouragan de 1929, et Grand Bahama. Les dommages furent énormes sur cette dernière, où le mur de l'œil passa directement. Il fut estimé que 95 % des maisons des villes de Eight Mile Rock et Holmes Rock furent lourdement endommagés ou détruites. D'innombrables arbres et poteaux électriques furent renversés par les vents, plusieurs tombant sur les routes et coupant toute circulation pour les secours. La partie ouest de l'île fut en grande partie inondée.

### États-Unis

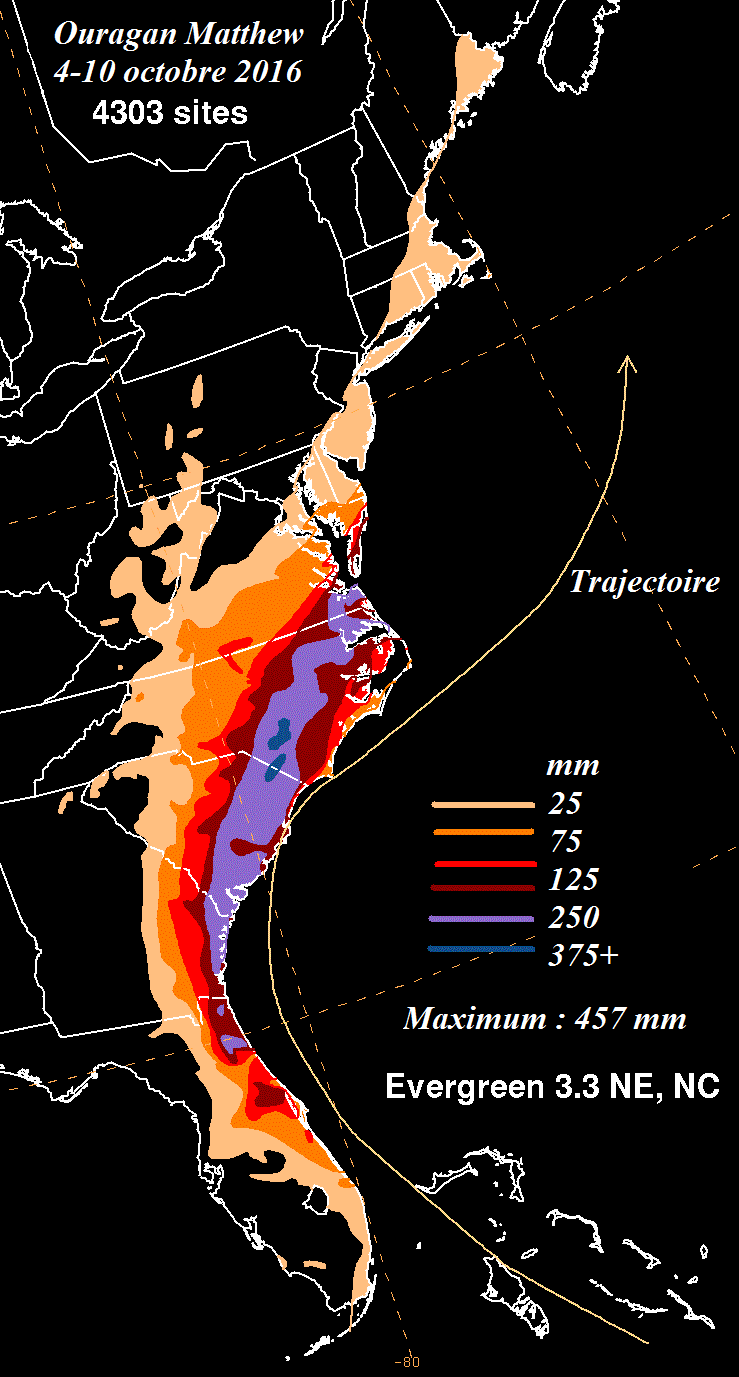
Totaux de pluie sur la côte est des États-Unis.

Le 11 octobre en soirée, le bilan des morts aux États-Unis était de 36 dont 12 morts en Floride, quatre en Géorgie, 3 en Caroline du Sud, 17 en Caroline du Nord et un en Virginie. La firme d'assurances de propriétés CoreLogic a estimé que Matthew aurait causé des dégâts matériels évalués entre 4 et 6 milliards de dollars, l'ouragan causant des bris par le vent, des inondations et de l'érosion côtière.
Même loin de l'ouragan, la conjonction du cyclone et d'un front froid provenant du nord-ouest provoqua des vents soutenus en Alabama avec un ciel parfaitement dégagé les 8 et 9 octobre, les rafales atteignant 50 km/h.

#### Floride et Géorgie
Matthew longea la côte de la Floride. Au Centre spatial Kennedy, les vents ont atteint 130 km/h au niveau du sol tandis qu'une rafale de 219 km/h fut observée par un anémomètre sur une tour à 150 m d'altitude. Les installations du centre subirent des dommages de plusieurs millions de dollars. Les vents causèrent de nombreux dégâts partout sur la côte atlantique, laissant plus d'un million de personnes sans électricité à travers l'État. Dans la région touristique d'Orlando, le complexe Walt Disney World Resort est fermé dès le 7 octobre, pour la quatrième fois de son histoire. Dans la région de Flagler Beach, une partie de route d'État A1A fut emporté. Le lancement prévu du satellite météorologique GOES-R de nouvelle génération dut être retardé en raison de la suspension des opérations préparatoires durant le passage de Matthew.
Plus de 250 000 clients perdirent le courant en Géorgie et 473 000 en Caroline du Sud, où des inondations importantes furent signalées à Charleston après le bris d'une digue. L'île de Hilton-Head connut des pannes de courant généralisées et la chute d'arbres bloqua les deux routes de l'île. Les routes furent également bloquées dans la région de Brunswick, en Géorgie et tous les points d'accès à l'île de Saint-Simon furent impraticables.

#### Carolines et Virginie
En Caroline du Sud, c'est 473 000 qui perdirent le courant électrique. Des inondations importantes affectèrent la côte, en particulier dans la ville de Charleston où l'eau de mer envahit une partie de la ville après le bris du mur de protection le long de la côte.
En Caroline du Nord, la ville portuaire de Wilmington a reçu plus de 450 mm de pluie et subit des vents de 120 km/h. Le nombre de clients sans courant électrique atteignit un maximum de 680 000 et des sections de l'Interstate 95 dans les deux Carolines furent fermée à cause des inondations. La bourgade de Lumberton, qui est éloignée de la côte, fut dévastée par les inondations; l'eau montant à certains endroits jusqu'au sommet des toits.
Matthew causa aussi des inondations dans la partie orientale de la Virginie.

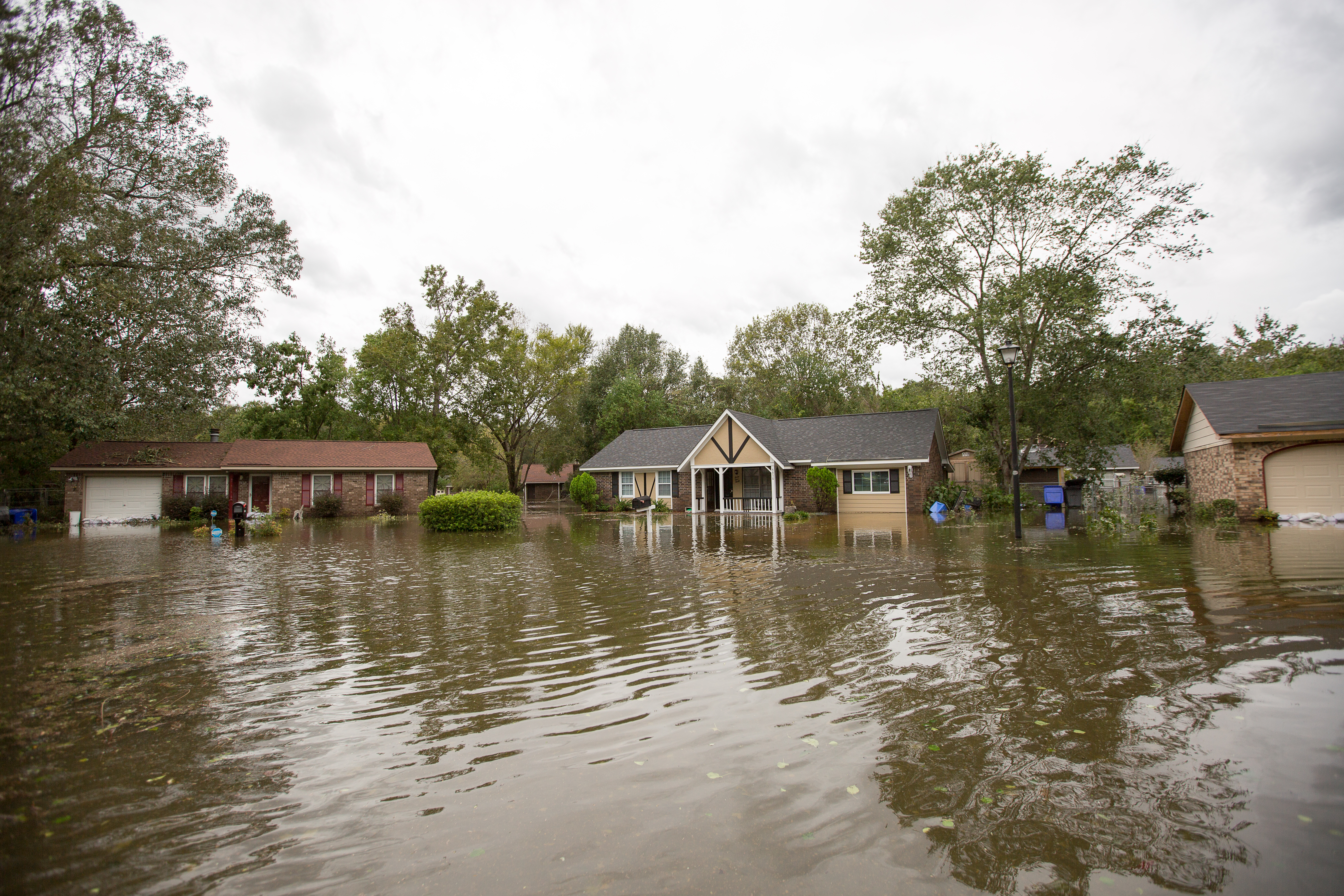
Inondation à Charleston, Caroline du Sud le 8 octobre.
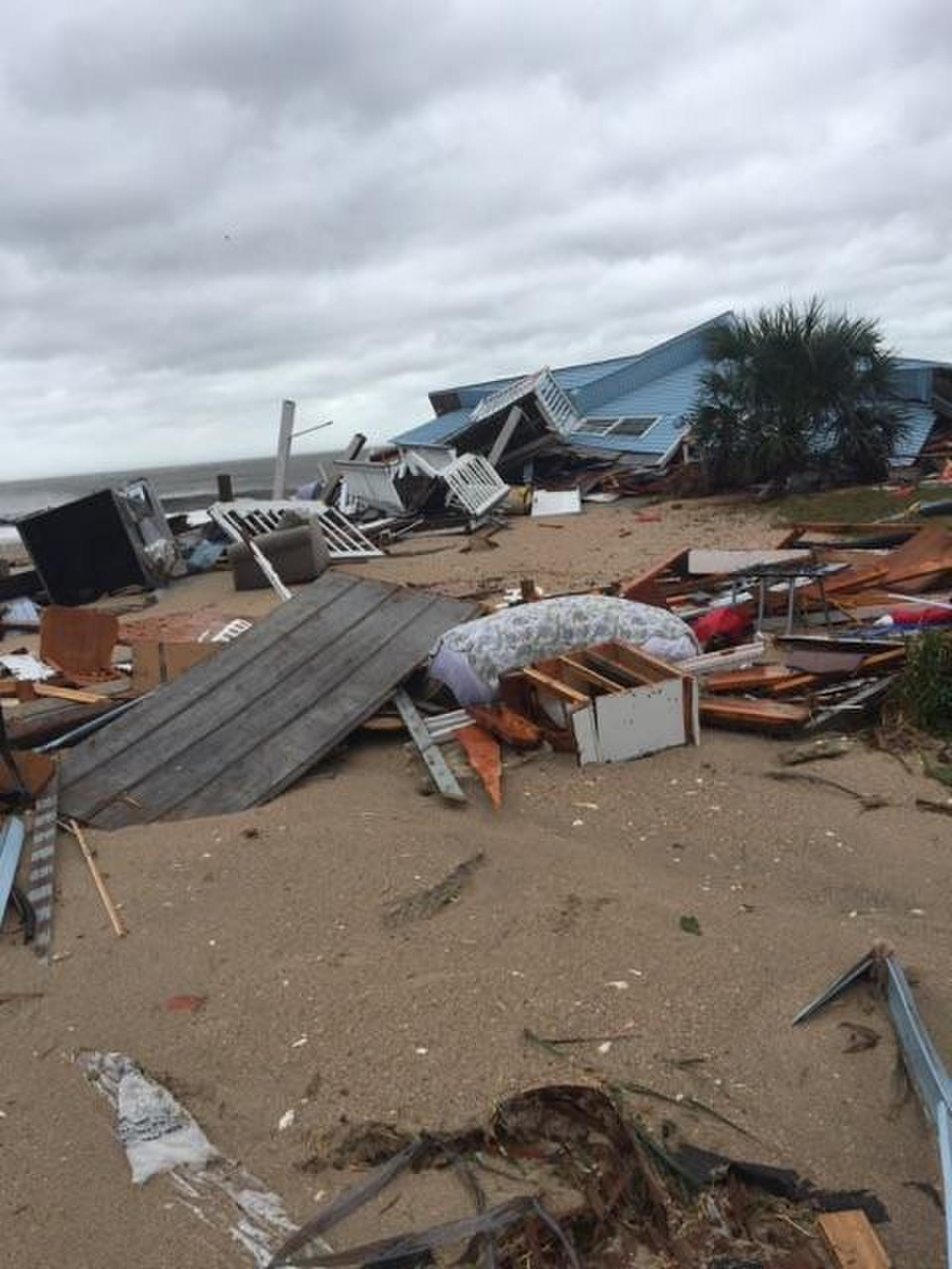
Maison détruite par l'onde de tempête à Edisto Beach, Caroline du Sud.
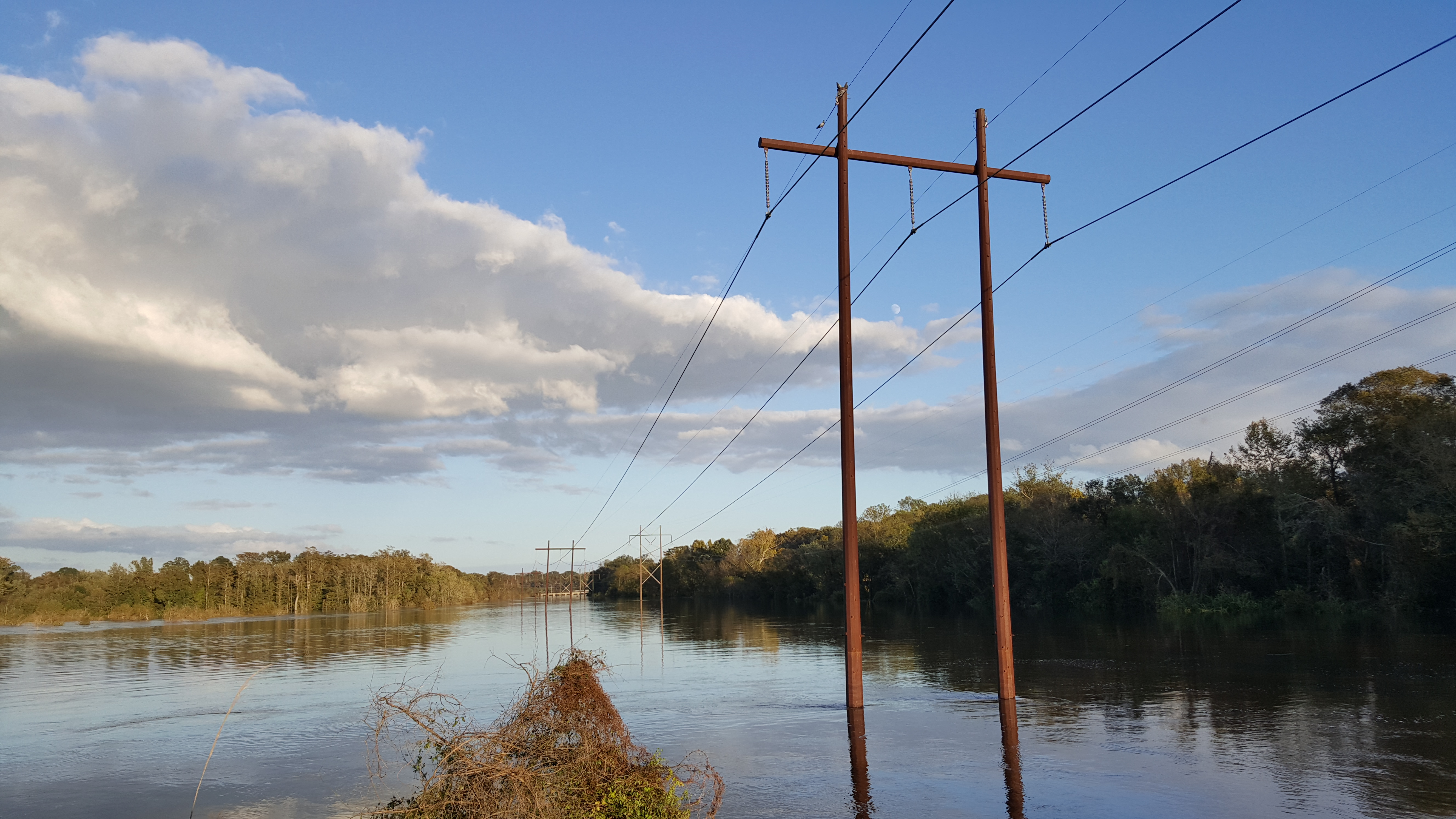
Photo du débordement du Tar près de l'aéroport de Greenville, Caroline du Nord prise le 12 octobre.
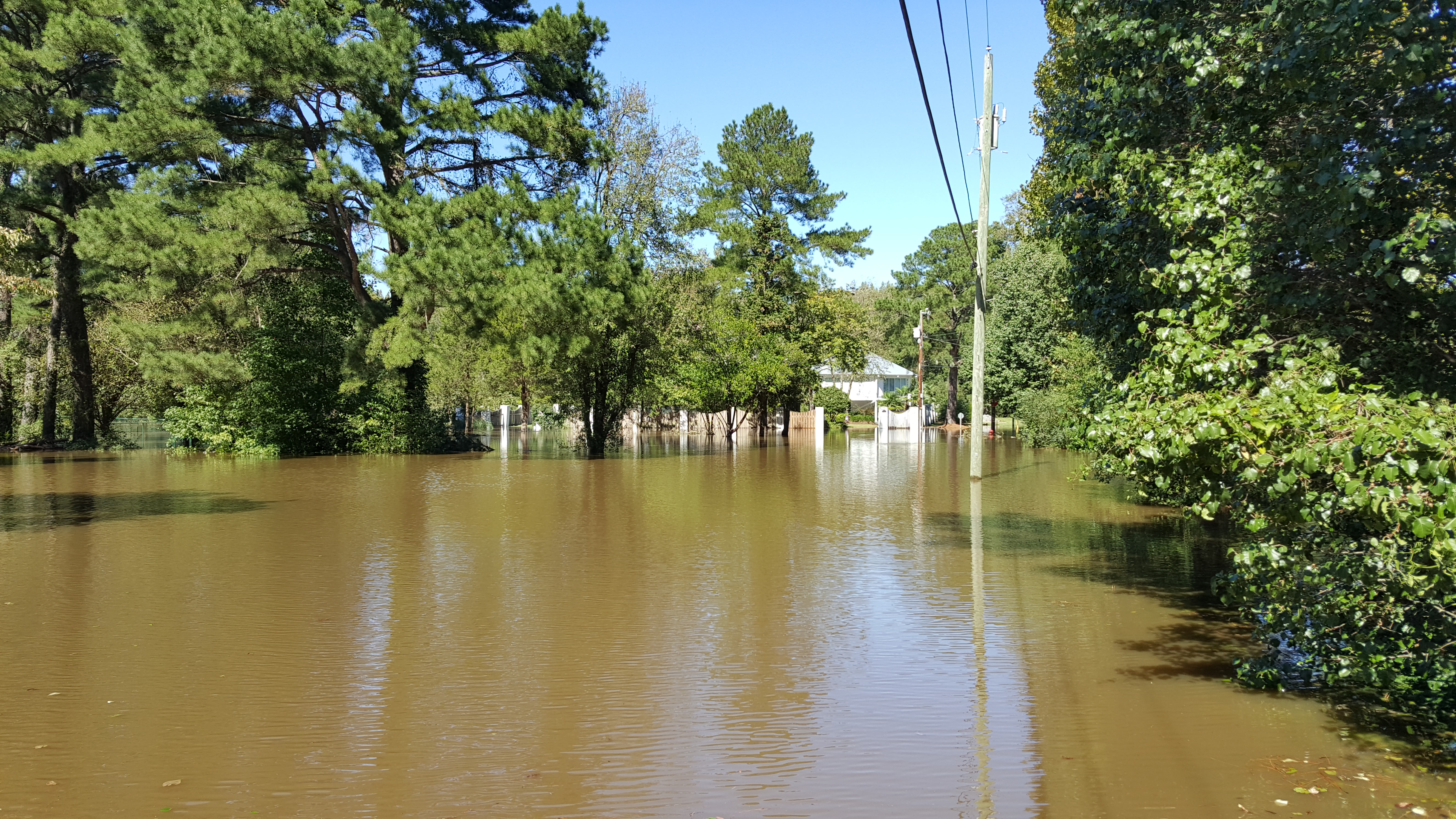
Photo de l'inondation sur la rive sud du Tar prise le 10 octobre.

### Canada

Boucle des images satellitaires du 6 octobre, où Matthew est un ouragan, au 11 octobre, où il se joint à une tempête des latitudes moyennes qui déferle sur l'est du Canada.

Les restes de Matthew furent absorbées dans une zone frontale au large des côte de la Caroline du Nord. L'humidité du système tropical fut entraîné dans la tempête qui se forma ensuite. Cette dernière donna de la pluie forte et des vents violents en Nouvelle-Écosse, à l'île du Prince-Édouard et à Terre-Neuve du 10 au 11 octobre.
En Nouvelle-Écosse, il est tombé d'est en ouest 224,8 mm de pluie à Sydney au Cap-Breton, 129,2 mm à Port Hawkesbury, 114,4 mm à Chéticamp, 102,8 mm à Halifax, 82,88 mm à Kentville et 49,2 mm à Yarmouth. La pluie abondante et les vents forts ont entraîné des inondations et des conditions dangereuses, particulièrement dans les comtés de Pictou, Antigonish, Guysborough et au Cap-Breton. Plusieurs routes ont été fermées aux camions lourds, notamment les ponts du port d'Halifax et le pont de la Confédération entre le Nouveau-Brunswick et l'île-du-Prince-Édouard. Plus de 144 000 clients de Nova Scotia Power étaient sans courant au plus fort de la tempête. Énergie au Nouveau-Brunswick annonça qu'elle enverrait des monteurs de ligne en renfort en Nouvelle-Écosse.
Terre-Neuve fut encore plus touché avec des accumulations généralement de 100 à 150 mm sur le centre, le sud et l'ouest de Terre-Neuve. La pluie continue tomba parfois à un taux de 10 à 20 mm/h et même 42 mm/h à Burgeo. Une station privée dans cette dernière ville a enregistré un total de 234,4 mm alors que la station officielle de l'aéroport international de Gander signala 163,8 mm,.
Les pluies ont causé de nombreux glissements de terrain et les cours d'eau en crue ont coupé des routes. L'état d'urgence a été déclaré à Lewisporte, St. Alban's et Little Burnt Bay. La ville de St. Alban's, une communauté d'environ 1200, fut coupé des communautés environnantes lorsque le pont principal en ville fut emporté par les flots. L'autoroute de Burgeo, sur la côte sud de Terre-Neuve, a aussi été inondée et a dû être fermée.
Les vents violents de plus de 90 km/h ont aussi causé de nombreux bris d'arbres et coupé le courant électrique. Les vents maximaux officiels furent enregistrés à Port-aux-Basques (128 km/h) et officieusement à Île Green, Baie Fortune (130 km/h). Le premier estimé des dégâts s'élève à au moins 1,5 million $CAN.

## Aide internationale

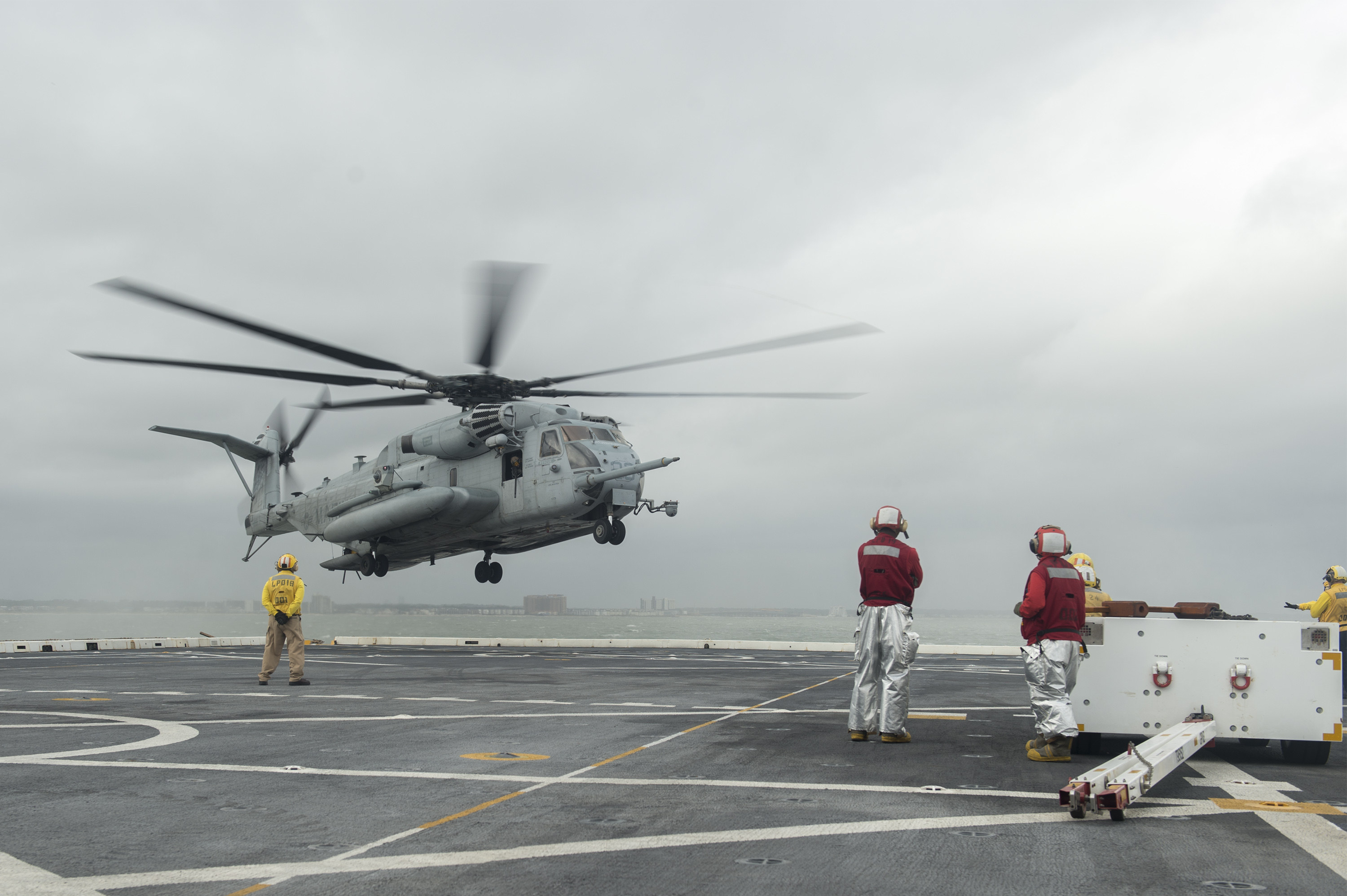
Pont de l’USS Mesa Verde en route vers Haïti.

La France annonce le 7 octobre la mobilisation de tous les moyens disponibles pour aider Haïti. Un avion est affrété pour transporter 60 militaires de la sécurité civile, ainsi que 32 tonnes de matériel, dont deux stations de purification de l'eau, des kits médicaux, du matériel humanitaire de première urgence.
Les États-Unis envoyèrent le navire de transport militaire USS Mesa Verde le 7 octobre, avec 300 soldats des Marines à bord, pour participer aux opérations d'assistance en Haïti. Il fut dépêché pour renforcer le dispositif d'assistance des militaires américains, qui comptait 250 hommes et 9 hélicoptères déployés sur l'île, selon le commandement militaire américain pour la zone sud-américaine. Le navire transportait des équipes spécialisées dans l'aide médicale d'urgence et la reconstruction avec notamment trois hélicoptères de transport lourds CH-53 Super Stallion et des engins de débarquement.
Plusieurs agences gouvernementales et non gouvernementales se déployèrent à Haïti, dont :
- World Nation envoya des hélicoptères pour alimenter en eau et produits de première nécessité à 50 000 personnes ;
- le programme des Nations unies pour l'alimentation envoya assez de nourriture pour nourrir 300 000 personnes pour un mois et 34 tonnes de plus étaient en réserve à Miami ;
- l'UNICEF fournira une aide vitale pour 10 000 personnes ;
- l'Organisation des Nations unies pour l'alimentation et l'agriculture déclara qu'elle se concentrerait sur l'aide aux agriculteurs en fournissant des semences :
- L'Agence des États-Unis pour le développement international annonça le 3 octobre l'octroi de 400 000 $US en aide à la Jamaïque et Haïti[81] ;
- la Croix-Rouge américaine lança une campagne visant à amasser 9,6 millions $US afin de fournir de l'eau, des abris et de la nourriture pour 50 000 personnes. Elle a également envoyé un grand nombre de bénévoles[82] ;
- Une équipe d'urgence des Croix-Rouges belge, luxembourgeoise et néerlandaise prit la direction d'Haïti deux semaines après le passage de l'ouragan[83].

Le 15 octobre, secrétaire général des Nations unies Ban Ki-moon, lança un appel d'urgence de 120 millions de dollars afin servir à couvrir les besoins vitaux des sinistrés pour les trois mois suivants alors que 175 500 personnes étant encore réfugiées dans des abris provisoires.
Le 5 novembre, soit un mois après l'ouragan, le Programme alimentaire mondial (PAM) avait déjà distribué une assistance alimentaire à près de 400 000 personnes mais l'ONU estimait que près de quatre fois plus d'Haïtiens avaient un besoin urgent d'assistance. Le PAM estimait toujours les besoins à 58 millions de dollars mais seuls 18 millions de dollars avaient été versés à l'organisme par les pays participants. Les troncs d'arbres déracinés jonchaient toujours les champs et les plages alors que des bâches bleues couvraient sommairement les maisons sur la côte sud d'Haïti. Les gens se battaient lors de la distribution des vivres et les officiels locaux furent accusés de népotisme.